# Néstor Solera Martínez
Néstor Solera Martínez nace en la población de la Ensenada de Hamaca (Córdoba (Colombia)), en el año (1954).
Estudió Filosofía y Letras en la Universidad de Antioquía, en donde también hizo parte de un taller literario.
Ha sido profesor de la Universidad del Sinú (Montería) y CECAR (Montería); actualmente es profesor de la Universidad de Córdoba.

## Obras publicadas
- Un pez en el anzuelo (1989)
- Un traidor en el círculo -cuentos
- Historia personal del amor -poemas
- Nada nuevo hay bajo el Sol -relatos
- Historias para escribir una novela -relatos
- Bajo el rojizo Sol de los Venados -novela